# Caso de los niños judíos yemenitas
El Caso de los niños judíos yemenitas (פרשת ילדי תימן) alude a la desaparición de miles de niños israelíes durante y después de su transferencia a un hospital israelí de 1948 a 1954.

## Descripción
Los desaparecidos fueron menores judíos mizrajíes yemeníes, que llegaron a Israel durante la Operación Alfombra Mágica (Yemen). Los padres de los niños nunca más recibieron información sobre ellos.
El caso estalló en 1994, cuando el rabino yemení Uzi Meshulam pidió de manera violenta que el gobierno organizara una comisión de investigación.
La Comisión Cohen fue establecida en 1995 con Yehuda Cohen en la presidencia. La comisión investigó durante 7 años y explicó varios casos de desaparecidos, aunque otros 56 casos quedan abiertos.
Más de 70 años después, todavía están tratando de investigar este caso exhumando cuerpos del suelo. 

## Indemnización
En 2021 Israel anunció que se destinarán cerca de US$ 50 millones para subsanar a los damnificados, especialmente familias yemeníes, aunque que hay opiniones que es una burla que busca evitar demandas al Estado de Israel y no abarca a todos los afectados. 

## Conmemoración
En 2018, una calle en Hadera fue nombrada «Niños yemenitas secuestrados» (en hebreo: ילדי תימן החטופים‎; pronunciación: YALDEY TEIMAN HA CHATUFIM). 
Calle en OpenStreetMap

## Análisis
El caso ha sido señalado como similar al del Caso de la tiña.